# Cardiff Metropolitan University FC
Cardiff Metropolitan University FC is een Welshe voetbalclub uit de hoofdstad Cardiff. De club heeft een turbulente geschiedenis met vele fusies en naamsveranderingen.
Lake United veranderde in 1984 de clubnaam in AFC Cardiff en fusioneerde in 1990 met Sully FC om zo Inter Cardiff te vormen. In 1996 werd de naam om sponsorredenen Inter CableTel AFC, in 1999 werd terug de oude naam aangenomen.
Intussen was er ook een voetbalteam van de universiteit van Cardiff (University of Wales Institute, Cardiff). De club onderging naamswijzigingen zoals de universiteit en heette eerst Cardiff College of Education FC, vanaf 1979 South Glamorgan Institute FC', vanaf 1990 Cardiff Institute of Higher Education FC en vanaf 1999 UWIC FC.
In 2000 fuseerden UWIC en Inter Cardiff om zo UWIC Inter Cardiff FC te vormen. In 2012 werd de naam Cardiff Metropolitan University FC.
In het seizoen 2018/19 kwalificeerde Cardiff Metropolitan University FC zich voor de voorronde van de 2019/20 Europa League door de Welsh League Cup te winnen.

## In Europa
#Q = #kwalificatieronde, T/U = Thuis/Uit, W = Wedstrijd, PUC = punten UEFA coëfficiënten .
Uitslagen vanuit gezichtspunt Cardiff Metropolitan University FC 
| Seizoen | Competitie    | Ronde | Land               | Club               | Totaalscore | 1e W    | 2e W    | PUC |
| ------- | ------------- | ----- | ------------------ | ------------------ | ----------- | ------- | ------- | --- |
| 1994/95 | UEFA Cup      | Q     | Vlag van Polen     | GKS Katowice       | 0-8         | 0-2 (T) | 0-6 (U) | 0.0 |
| 1997/98 | UEFA Cup      | 1Q    | Vlag van Schotland | Celtic FC          | 0-8         | 0-3 (T) | 0-5 (U) | 0.0 |
| 1999/00 | UEFA Cup      | Q     | Vlag van Slovenië  | HIT Gorica         | 1-2         | 0-2 (U) | 1-0 (T) | 1.0 |
| 2019/20 | Europa League | Q     | Vlag van Luxemburg | Progrès Niedercorn | 2-2 u       | 0-1 (U) | 2-1 (T) | 1.0 |

Totaal aantal punten voor UEFA coëfficiënten: 2.0
Zie ook
- Deelnemers UEFA-toernooien Wales
- Ranglijst van alle clubs die in de diverse Europa Cups zijn uitgekomen